# Negrilești (gmina w okręgu Bistrița-Năsăud)
Negrilești – gmina w Rumunii, w okręgu Bistrița-Năsăud. Obejmuje miejscowości Breaza, Negrilești i Purcărete. W 2011 roku liczyła 2447 mieszkańców.